# 鄧肯二世
參數所指定的目標頁面不存在，建議更正成存在頁面或直接建立下列一個頁面（建立前請先搜尋是否有合適的存在頁面可以取代）：
- 法夫伯爵邓肯二世

邓肯·麦克马尔科姆（中世纪盖尔语：Donnchad mac Maíl Coluim；现代盖尔语：Donnchadh mac Mhaoil Chaluim；简称为邓肯二世；约1060年前 – 1094年11月12日）是苏格兰国王（1094年在位）。他是马尔科姆三世（Máel Coluim mac Donnchada）和第一任妻子托兒芬·西古德松的寡妇因加·芬斯多特爾（Ingibjörg Finnsdóttir）的长子。